# Kunimitsu Inaba
Kunimitsu Inaba (jap. 稲葉 國光, Inaba Kunimitsu; * 29. April 1934 in Shimoda, Präfektur Shizuoka) ist ein japanischer Musiker (Kontrabass) des Modern Jazz.

## Leben und Wirken
Kunimitsu Inaba arbeitete ab Mitte der 1956er-Jahre mit Terumasa Hino und Hideo Shiraki; 1968 war er mit Hino, Hiroshi Suzuki, Sadao Watanabe, Masabumi Kikuchi und Masahiko Togashi Mitglied der All-Stars-Band des japanischen Swing Journal. In den folgenden Jahren gehörte er dem Kikuchi-Hino Quintet an; in den 1970er-Jahren arbeitete er  mit in Japan gastierenden Jazzgrößen wie Joe Henderson, Abbey Lincoln, Helen Merrill, Irene Kral und Ann Burton, ferner mit der Formation The Freedom Unity (u. a. mit Hiromisa und Hiroshi Suzuki), Mari Nakamoto, Akira Ishikawa, Shungo Sawada/Sadanori Nakamure, Keiko Nemoto, Eiichi Fujii, Yasuko Agawa und Masuro Imada. 1975 nahm er mit dem Gitarristen Sadanori Nakamure das Duoalbum Conversation auf; gefolgt von dem Album Bassin’, das Inaba mit Kosuke Mine (ts), Nakamure Sadanori (git), Keiko Iwasaki (p) und Hideo Sekine (dr) eingespielte.
Mit Tsuyoshi Yamamoto trat er 1979 auf dem Montreux Jazz Festival auf. In den 1980er- und 90er-Jahren spielte er noch mit Shōji Yokouchi, Kōnosuke Saijō, Harumi Kaneko, Jiro Inagaki, Akira Miyazawa, Kunihiko Sugano, Sumiko Yoseyama/Mal Waldron, Tsuyoshi Yamamoto, Nakamure Sadanori, Barry Harris und  Martha Miyake. Im Bereich des Jazz war er zwischen 1964 und 2006 an neunzig Aufnahmesessions beteiligt, zuletzt mit Q Ishikawa.